# Salle Richelieu
La salle Richelieu est un théâtre à l'italienne situé dans le Palais-Royal à Paris dans le 1er arrondissement. La Comédie-Française y donne ses représentations depuis 1799.

## Historique
Initialement destiné à être un opéra, ce bâtiment, ayant pour ambition de ne pas rompre l’harmonie du Palais-Royal, est construit à l’initiative du duc de Chartres par l’architecte Victor Louis de 1786 à 1790.
La salle est inaugurée en 1790 par la troupe des Variétés-Amusantes. En 1791, une partie de la troupe des Comédiens-Français, rassemblée autour du tragédien Talma, la rejoint et la salle est alors rebaptisée Théâtre de la République. En 1799, la troupe de la Comédie-Française est reconstituée et s’y installe définitivement. La salle est restaurée en 1822 par Pierre Fontaine.
Prosper Chabrol agrandit le théâtre entre 1860 et 1864. Il ajoute l’escalier d’honneur et aménage le foyer du public. Le plafond de la nouvelle salle est confié aux peintres François Joseph Nolau et Auguste Alfred Rubé, son beau-frère, sur une composition de Félix-Joseph Barrias, complété plus tard par Mazerolle en 1877-1879. À l’extérieur, Prosper Chabrol fait détruire les maisons jouxtant le théâtre qui donnent sur la rue Saint-Honoré afin de construire l’aile sud qui abrite notamment le foyer des artistes et la salle du comité. L’éclairage électrique est installé en 1887.
Le 8 mars 1900 la salle et la scène sont ravagées par un incendie dans lequel la jeune comédienne Jane Henriot trouve la mort. La reconstruction à l'identique est confiée à l'architecte Julien Guadet : menée en un temps record, elle est achevée pour l'Exposition universelle de 1900. Le  nouveau plafond de la salle peint par Albert Besnard est inauguré en 1913. En 1987 est inauguré un nouveau rideau de scène peint par Olivier Debré.
En 1912, la Salle Mounet-Sully, faisant partie des appartements de l'aile Montpensier du Palais-Royal, est rattachée à la Comédie-Française par un décret confirmé en 1914.
De grands travaux de rénovation sont ensuite entrepris en 1935, puis en 2012-2013.

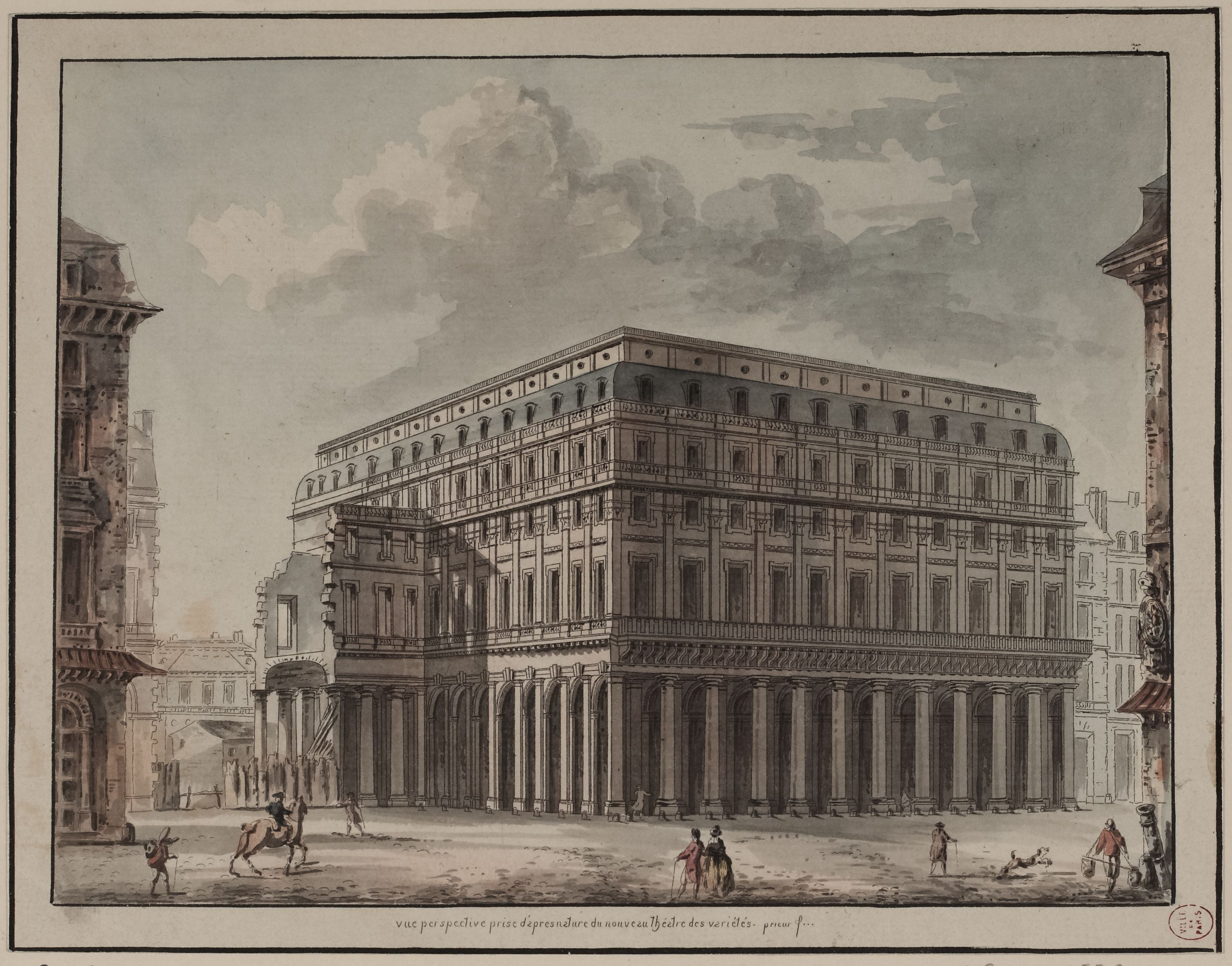
Le Théâtre des Variétés-Amusantes en 1790.
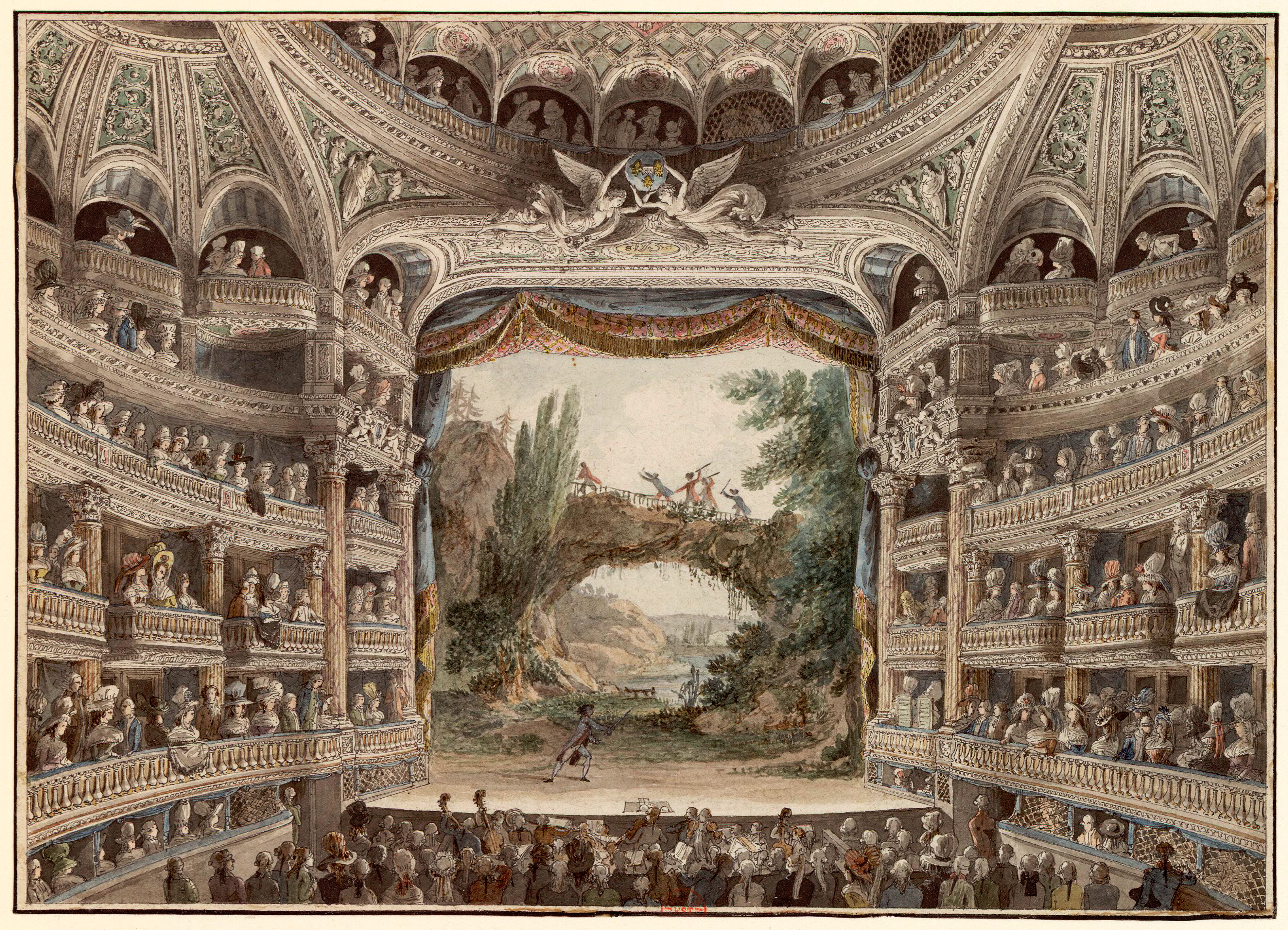
Vue de la salle en 1790.
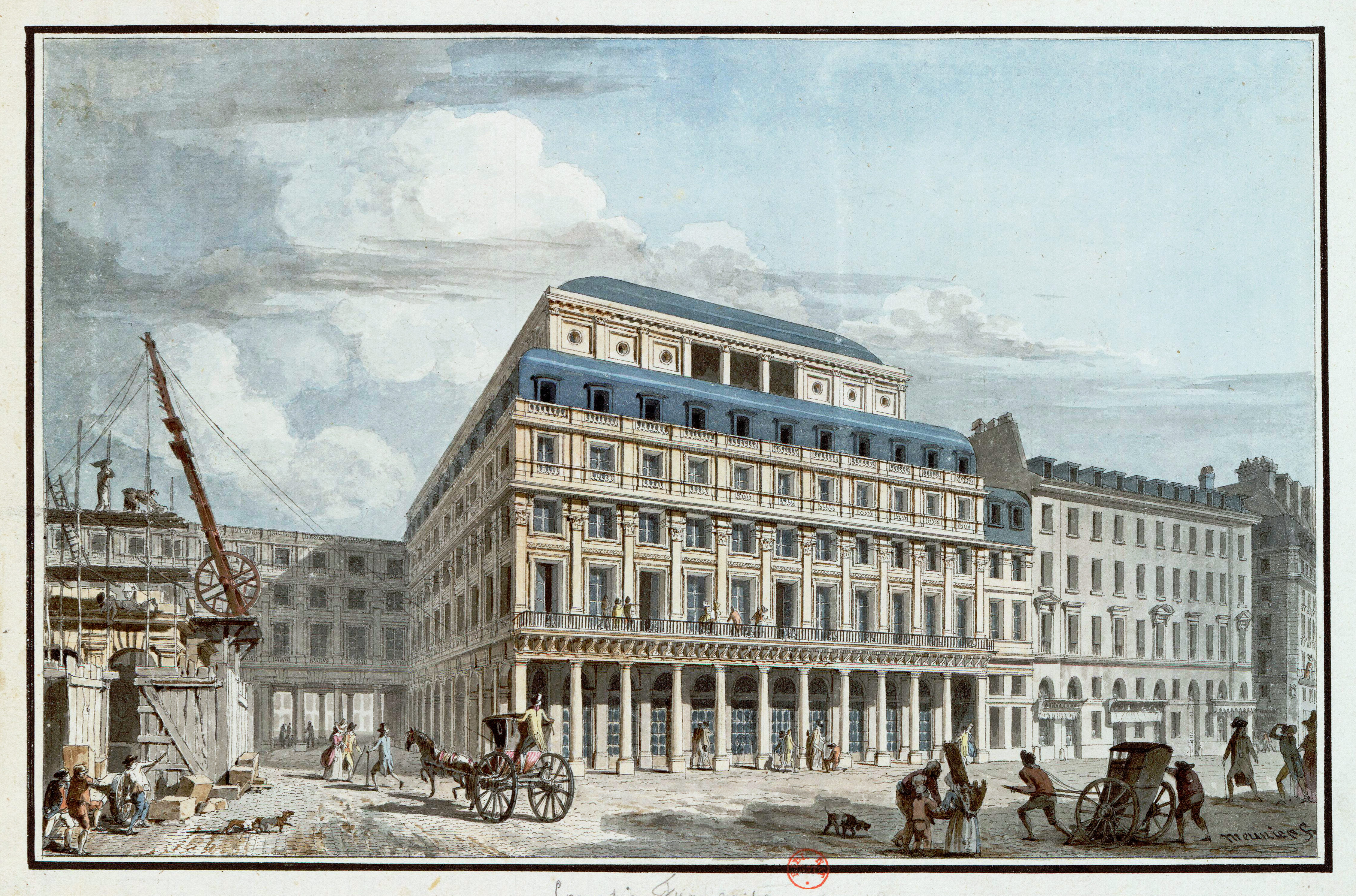
La salle Richelieu à la fin du XVIIIe siècle.
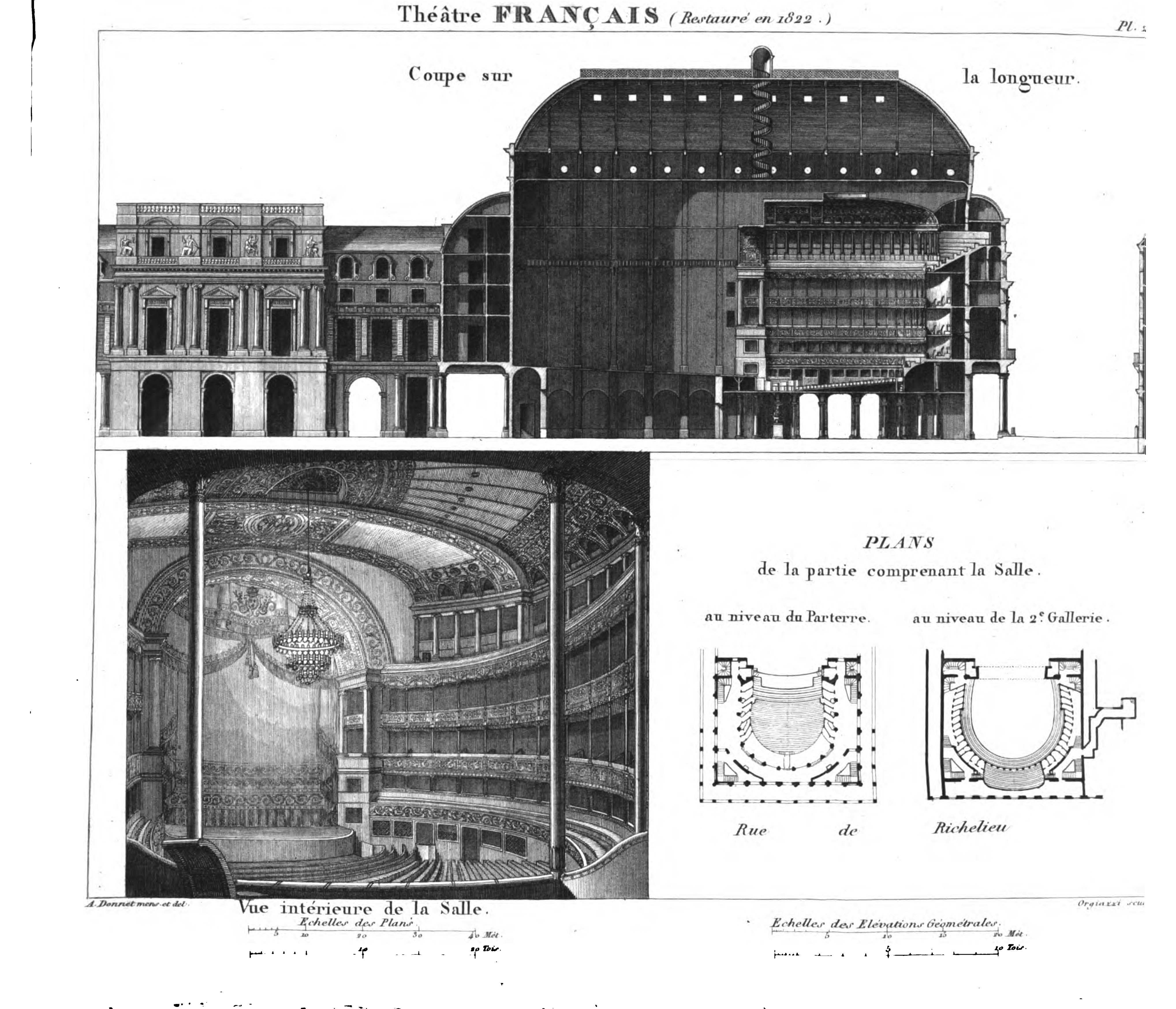
La salle après la réfection de Fontaine.
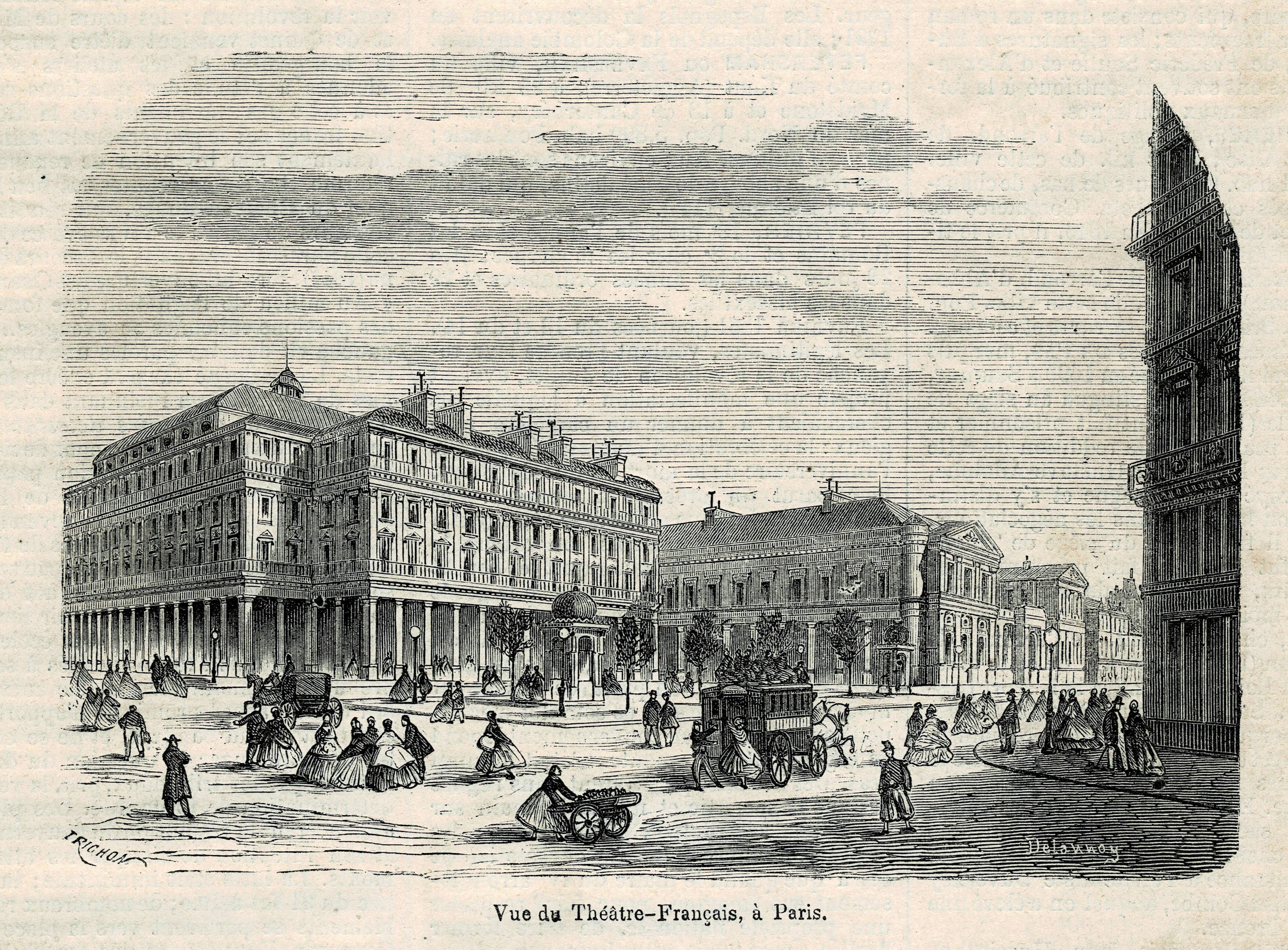
Le théâtre après les travaux de Prosper Chabrol et le dégagement de la place Colette.
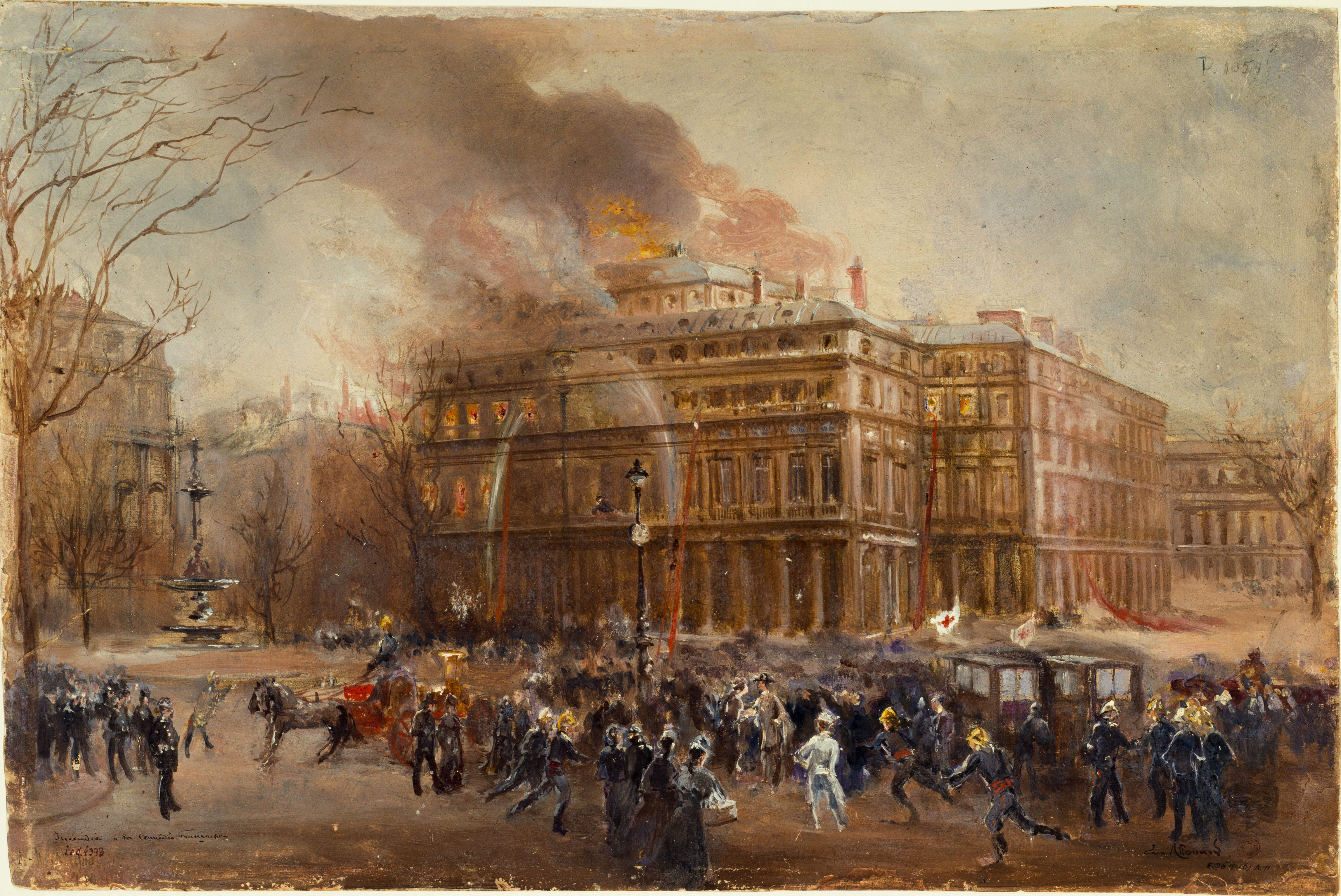
L'incendie de la Comédie-Française en 1900.

## Description
La salle pouvait accueillir 2000 spectateurs en 1790[réf. nécessaire]. Sa capacité est aujourd'hui de 862 spectateurs.
Le fauteuil de Molière dans lequel il a agonisé alors qu'il interprétait le rôle d'Argan lors d'une représentation de sa dernière pièce Le Malade imaginaire est exposé dans le foyer du public.
Le peintre Pierre Roussel a dessiné et peint bon nombre de portraits de comédiens sur scène, dans les coulisses du théâtre ou dans leurs loges.
À l'extérieur, deux voies longent le bâtiment : la galerie du Théâtre-Français et la galerie de Chartres.

## Galerie d'images

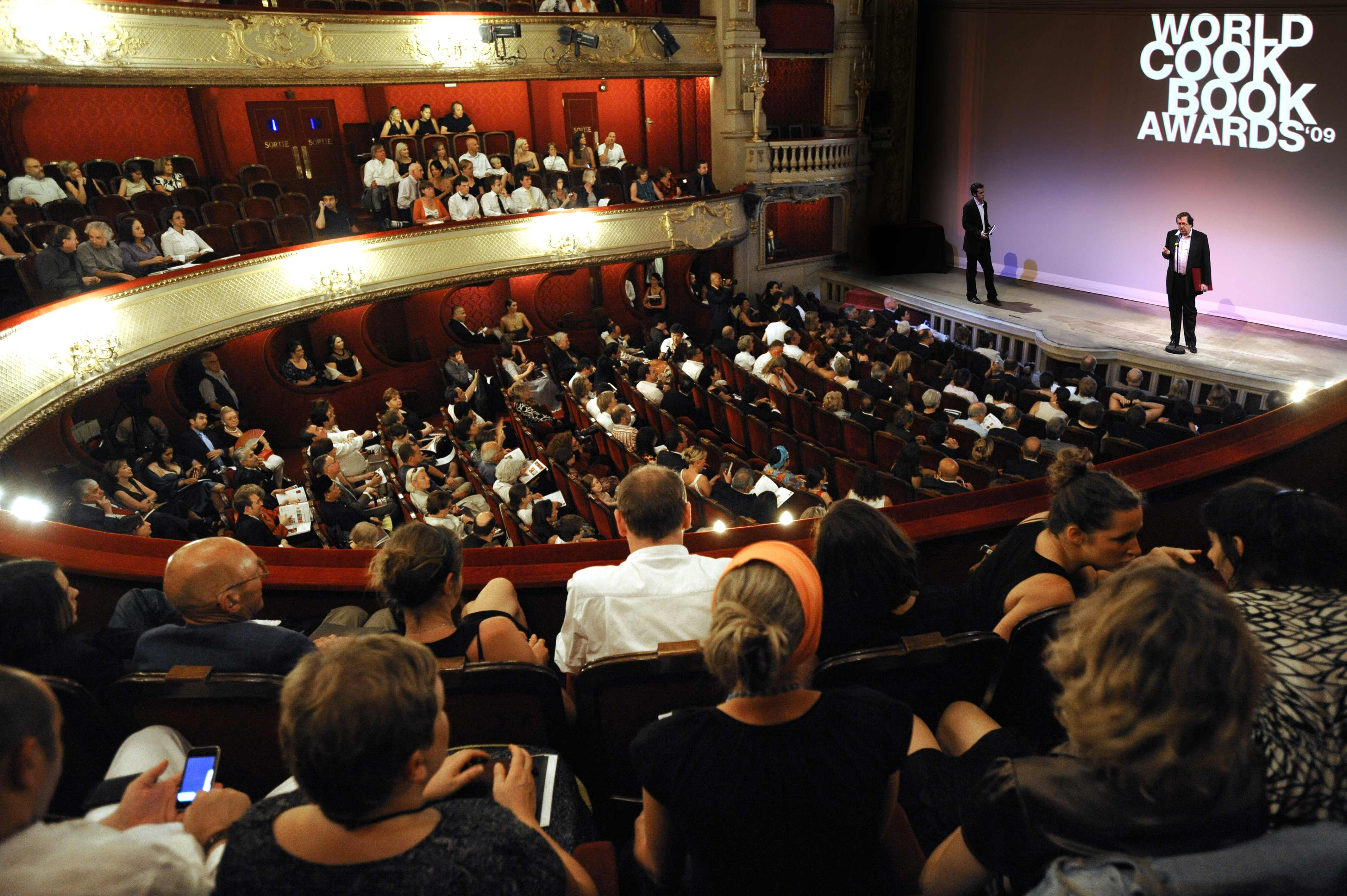
La salle.
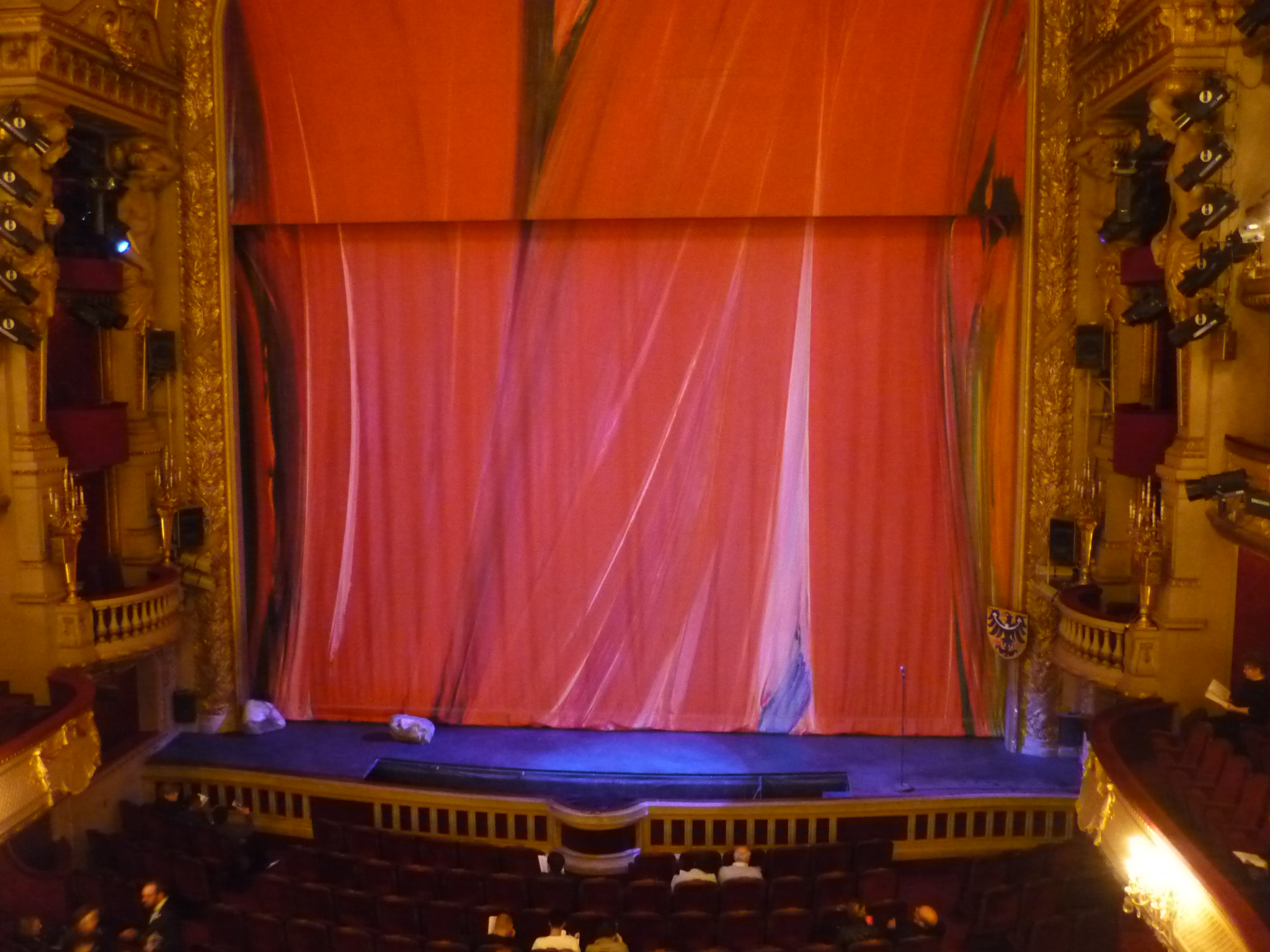
La scène.
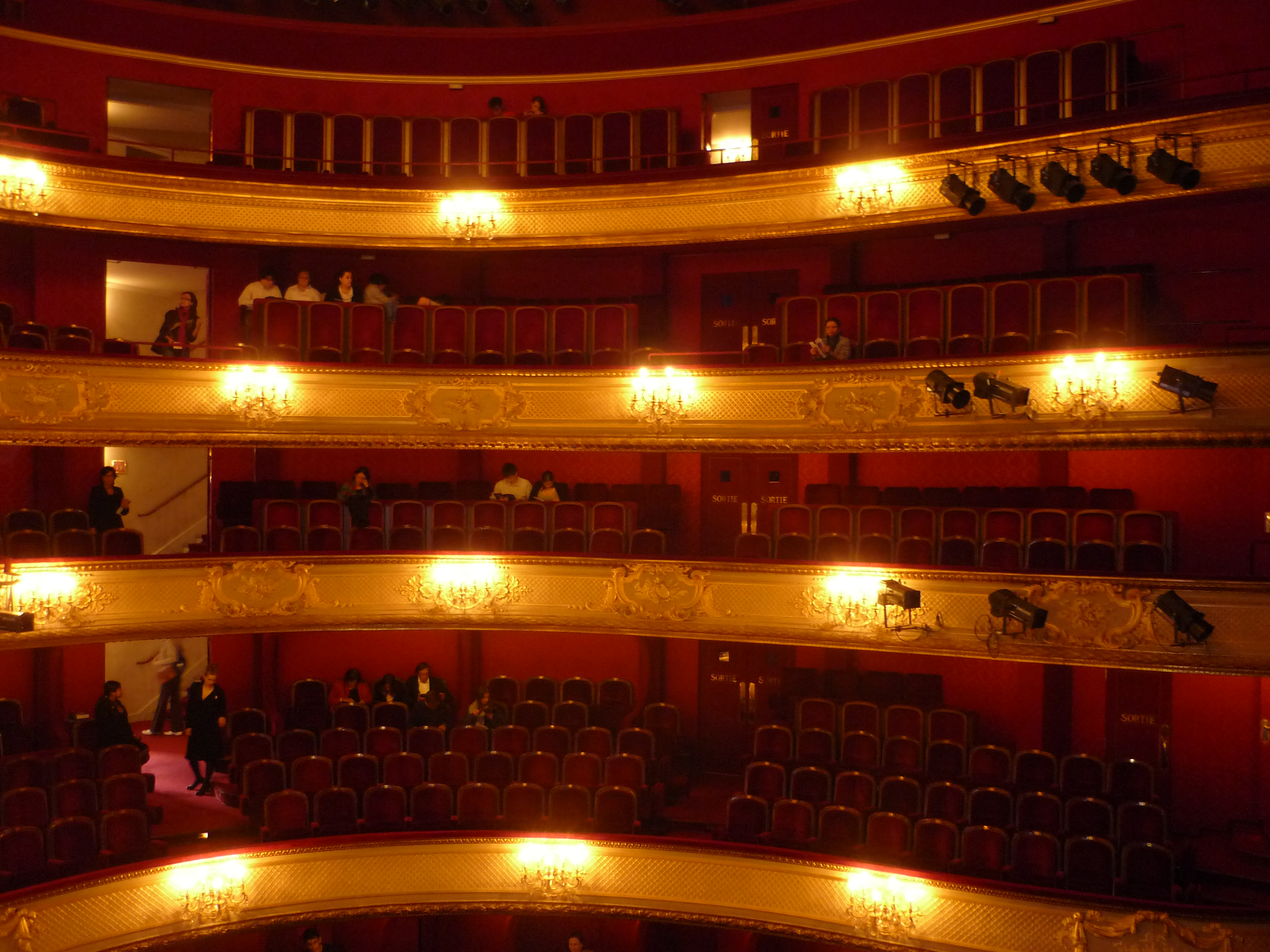
Les balcons.
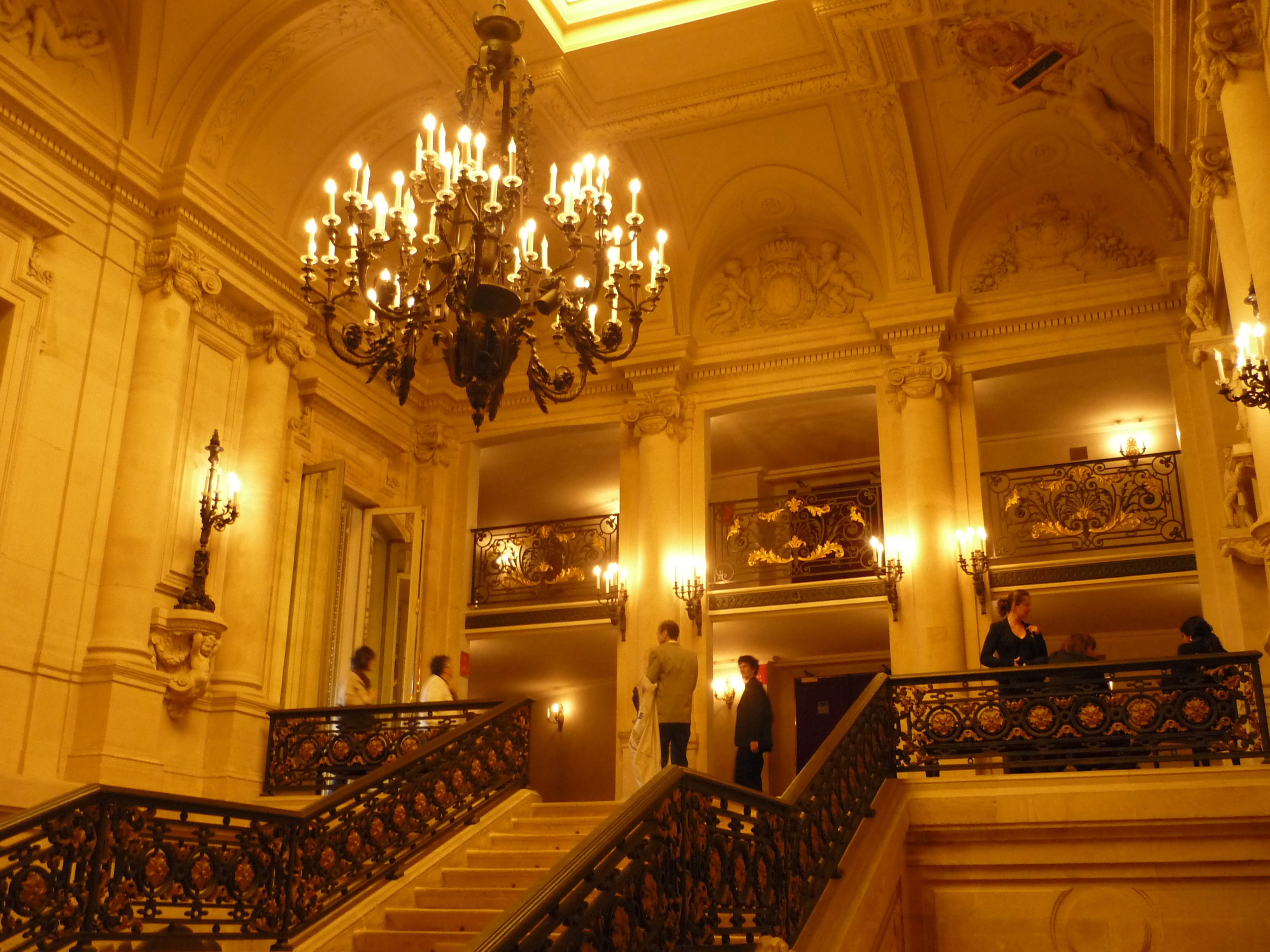
Le grand escalier.
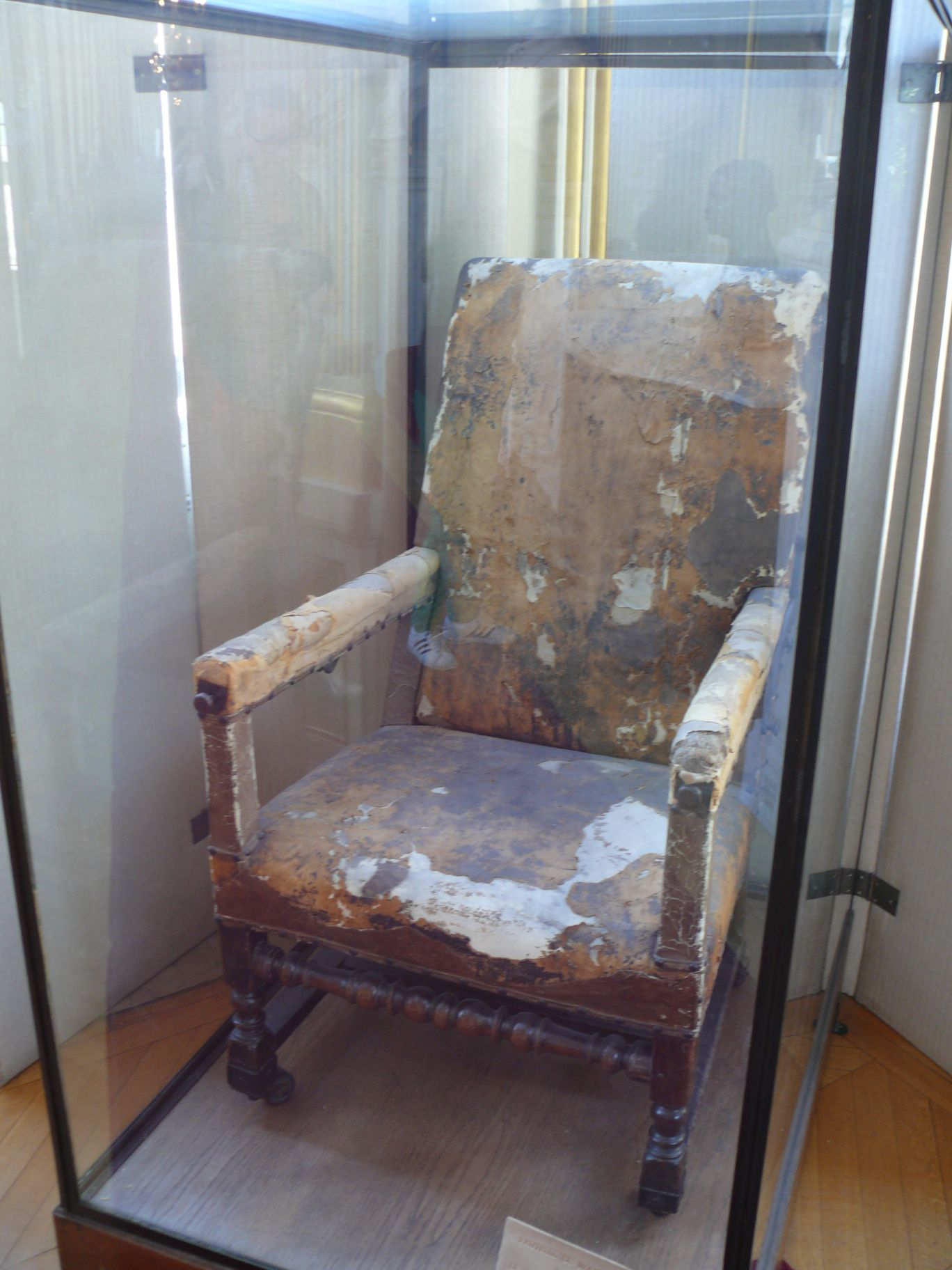
Le fauteuil de Molière.